# モグワイ
モグワイ (Mogwai)は、スコットランド・グラスゴー出身のポストロック・バンド。

## 略歴
1996年、自身のレーベル、ロック・アクション・レコード (Rock Action Records)から7インチ・シングル「Tuner/Lower」でデビューする。数枚のシングルをリリースした後、ニューヨークのジェットセット・レコード (Jetset Records) と北米における契約を交わし、1997年にそれまでのシングル曲を集めたコンピレーション・アルバム『テン・ラピッド』をリリース。間もなくバンドはケミカル・アンダーグラウンドと契約し、同年にデビュー・アルバム『モグワイ・ヤング・チーム』をリリース。今までにフジロックフェスティバルや単独で何度か来日している。また、同郷であるアラブ・ストラップや日本のバンドART-SCHOOLなどへのゲスト参加も見られる。
2010年、北米地域で長年所属していたマタドール・レコードを離れてサブ・ポップと契約したことが発表された。
2015年、ギタリストのジョン・カミングスの脱退を発表。

## サウンド
インストゥルメンタル主体のポストロック。
1作目『モグワイ・ヤング・チーム』は静と動の振幅が激しいダイナミックなハード・コアと美しいメロディが特徴。
2作目『カム・オン・ダイ・ヤング』では前作を踏まえつつゆったりとした曲にも取り組み、3作目『ロック・アクション』ではボーカルにスーパー・ファーリー・アニマルズのグリフ・リースがゲスト参加したり、ストリングスやホーンを大々的に取り入れるなど、作品を重ねるごとに初期の特徴であった轟音フィード・バックは影を潜め静謐な作品が続いていたが、『ミスター・ビースト』はそれまでの集大成的な内容になっており、古いファンにも新しいファンにも訴えかける作品となっている。

## その他
- アルバム『モグワイ・ヤング・チーム』のジャケットには富士銀行恵比寿支店（現在はみずほ銀行恵比寿支店）の写真が使われているが、国内盤ではロゴ部分が削除されている。

## メンバー
- スチュアート・ブレイスウェイト (Stuart Braithwaite) - ギター
- バリー・バーンズ (Barry Burns) - ギター、フルート、キーボードなど
- ドミニク・アイチソン (Dominic Aitchison) - ベース
- マーティン・ブロック (Martin Bulloch) - ドラム

### 旧メンバー
- ブレンダン・オヘア (Brendan O'Hare) - キーボード、ギター
- ジョン・カミングス (John Cummings) - ギター

## ディスコグラフィ

### スタジオ・アルバム
- 『モグワイ・ヤング・チーム』 - Mogwai Young Team (1997年)
- 『カム・オン・ダイ・ヤング』 - Come on Die Young (1999年)
- 『ロック・アクション』 - Rock Action (2001年)
- 『ハッピー・ソングス・フォー・ハッピー・ピープル』 - Happy Songs for Happy People (2003年)
- 『ミスター・ビースト』 - Mr.Beast (2006年)
- 『ザ・ホーク・イズ・ハウリング』 - The Hawk Is Howling (2008年)
- 『ハードコア・ウィル・ネヴァー・ダイ・バット・ユー・ウィル』 - Hardcore Will Never Die, But You Will. (2011年)
- 『レイヴ・テープス』 - Rave Tapes (2014年)
- 『エヴリ・カントリーズ・サン』 - Every Country's Sun (2017年)
- 『アズ・ザ・ラヴ・コンティニューズ』 - As the Love Continues (2021年)
- 『ザ・バッド・ファイア』 - The Bad Fire（2025年）

### その他のアルバム
- 『テン・ラピッド』 - Ten Rapid (1997年) ※初期シングル集
- 『キッキング・ア・デッド・ピッグ』 - Kicking A Dead Pig (1998年) ※リミックス・アルバム
- 『ガヴァメント・コミッションズ』 - Government Commissions （Bbc Sessions 1996-2003） (2005年) ※BBCで行われたセッションライブ盤
- 『ジダン 神が愛した男』 - Zidane: A 21st Century Portait (2006年) ※サウンドトラック
- 『スペシャル・ムーブス』 - Special Moves (2010年) ※2009年4月にNYのブルックリンで行われたライブを収録。同公演のライブ映像を収めた映像作品「Burning」のDVDが付属
- A Wrenched Virile Lore mogwai (2012年) ※リミックス・アルバム
- Les Revenants (2013年) ※サウンドトラック
- 『キン：オリジナル・モーション・ピクチャー・サウンドトラック』 - KIN: Original Motion Picture Soundtrack (2018年) ※サウンドトラック